# Westelijke huismuis
De westelijke huismuis (Mus musculus domesticus) is een ondersoort van de huismuis (Mus musculus) die voorkomt in West- en Zuid-Europa, Zuidwest-Azië, Afrika, Amerika, Australië en Oceanië. Dwars door Europa loopt een hybridisatiezone van deze vorm van de huismuis met de noordelijke huismuis (M. m. musculus). In de Kaukasus is een nog bredere hybridisatiezone. Verder naar het oosten loopt hij waarschijnlijk geleidelijk over in de Aziatische huismuis (M. m. castaneus).